# 1995년 뉴욕 영화 비평가 협회상
제61회 뉴욕 영화 비평가 협회상은 1995년 영화를 대상으로 하는 시상식이다.

## 수상 및 후보

### 작품상
- 라스베가스를 떠나며

### 감독상
- 센스 센서빌리티 - 이안 수상

### 각본상
- 센스 센서빌리티 - 엠마 톰슨 수상

### 여우주연상
- 조지아 - 제니퍼 제이슨 리 수상

### 남우주연상
- 라스베가스를 떠나며 - 니콜라스 케이지 수상

### 여우조연상
- 마이티 아프로디테 - 미라 소르비노 수상

### 남우조연상
- 세븐 - 케빈 스페이시 수상
- 유주얼 서스펙트 - 케빈 스페이시 수상
- 벼랑 끝에 걸린 사나이 - 케빈 스페이시 수상
- 아웃브레이크 - 케빈 스페이시 수상

### 촬영상
- 트라이어드 - Yue Lu 수상

### 다큐멘터리상
- 크럼

### 외국영화상
- 야생 갈대 - 앙드레 테시네 수상

### 신인감독상
- 꼬마 돼지 베이브 - 크리스 누난 수상